# 和気町立本荘小学校
和気町立本荘小学校（わけちょうりつ ほんじょうしょうがっこう）は、岡山県和気町の町立小学校。

## 概要
学校では地域や大学生と交流したり、オーストラリアの学校とも遠隔授業を行っている。
学区は大字の大中山、清水、衣笠、福富、日室、尺所。
体育館のガラスは機能ガラス普及推進協議会が寄贈した「防災安全ガラス」となっている。
昭和7年より給食を開始。

## 通学区域が隣接している学校
- 和気町立和気小学校
- 備前市立吉永小学校
- 備前市立伊里小学校
- 備前市立片上小学校
- 備前市立伊部小学校
- 赤磐市立豊田小学校